# Yacouba Sylla
Yacouba Sylla, född 29 november 1990 i Étampes, är en malisk-fransk fotbollsspelare (mittfältare) som spelar för Bastia.

## Karriär
Den 27 oktober 2020 värvades Sylla av marockanska Botola-klubben MC Oujda, där han skrev på ett tvåårskontrakt. Den 13 december 2021 värvades Sylla av franska Ligue 2-klubben Bastia, där han skrev på ett kontrakt över resten av säsongen.